# Qir
Qir, est une ville de la province de Fars, en Iran. Elle abrite dans ses environs, un relief rupestre Achéménide tardif sur le site de Gardanah Gavlimash. Ce type de relief est appelé ainsi car il date soit de la fin de la période achéménide, soit du  début de l’ère séleucide.

## Le site rupestre
Il s’agit du seul relief achéménide tardif situé dans la province de Fars. Il remonte au IVe ou au IIIe siècles av. J.-C. Sculpté dans un rocher isolé, il montre un archer dont le style évoque les mélophores des reliefs royaux achéménides de Naqsh-e Rostam et Persépolis. Le vêtement, la coiffure, ou le port de l’arc sont en effet proches. Il en diffère néanmoins par une exécution peu travaillée, fruste, traduisant clairement une œuvre provinciale, non royale.
Les reliefs post-Achéménides, également appelés achéménides tardifs, correspondent à des panneaux rupestres dont la date d’exécution est controversée. Ils ont initialement attribués aux Mèdes par Roman Ghirshman du fait de leur localisations correspondant à l’ancienne Médie ou du style vestimentaire mède. Ces reliefs ont été plus probablement sculptés aux IVe et IIIe siècles av. J.-C., à la fin de la période achéménide, ou au début de l’ère séleucide, voire parthe. L’autorité des Séleucides s’exerçait en réalité plutôt en Syrie, en haute Mésopotamie, et en Asie mineure. Elle ne s’étendait que dans la partie Ouest de l’Iran, aux villes situées sur les routes principales. Plusieurs provinces ainsi que la plupart des campagnes échappaient donc au pouvoir grec. Les reliefs réalisés à cette époque ont donc gardé une facture achéménide, et ne comporte aucune trace d’influence hellénistique. Leur exécution est techniquement fruste, attestant d’un caractère « provincial » qui les différencie clairement de l’art officiel royal achéménide en vigueur depuis  Darius Ier jusqu’à la chute du premier empire perse.